# Музей Геренвена
Музей Геренвена (нід. Museum Heerenveen; колишня назва — Музей Віллема ван Гарена) — культурно-історичний і краєзнавчий музей у нідерландському місті Геренвен, провінція Фрисландія.

## Історія
У будинку, де розташований сучасний музей, з 1942 року діяв антикварний салон, при якому була невелика виставка, присвячена історії Геренвена. У 1982 році виставка переїхала до будинку по вулиці Van Harenspad (укр. «Алея Ван Гарена»), і отримала статус музею і назву «Музей Віллема ван Гарена», на честь Віллема ван Гарена (1655–1728), колишнього грітмана цього регіону. У 1999 році, з метою розширення експозиції, до музею приєднали сусідню будівлю колишньої школи.

## Експозиція
Експозиція музею поділяється на три частини:
1. історія Геренвена
2. історія та життя багатих родин Геренвена
3. музей Фердінанда Домели

Перша частина розповідає про історію міста: тут зберігаються археологічні знахідки, зроблені в околицях Херенвена, старовинні документи, кераміка, фотографії, картини, меблі тощо. Цікавим експонатом є макет міста, найбільший в Нідерландах, який зображує місто у 1830 році.
Друга частина присвячена видобутку торфу в регіоні та життю місцевих аристократів і багатіїв. Видобуток торфу в ті часи був дуже прибутковим бізнесом, адже це був основний матеріал для опалювання. З розвитком торфовидобування з'явилися і підприємці, які збагатилися на цьому, та цілі корпорації.
Третя частина музею — музей Фердінанда Домели — присвячена життю та діяльності видатного нідерландського громадського діяча Фердинанда Домели Ньївенгейса (1846–1919), який був соціалістом, анархо-комуністом та антимілітаристом і боровся проти будь-якої соціальної несправедливості.
Також в музеї є Мистецька кімната, де експонуються картини сучасних майстрів, сад скульптур та сувенірний магазин, декорований у стилі аптеки XIX століття. Проводяться виставки, концерти, майстер-класи, презентації.